# Laerdal Medical
Laerdal Medical AS — виробник медичного обладнання та медичних продуктів з головним офісом у Ставангер у Норвегії.

## Історія

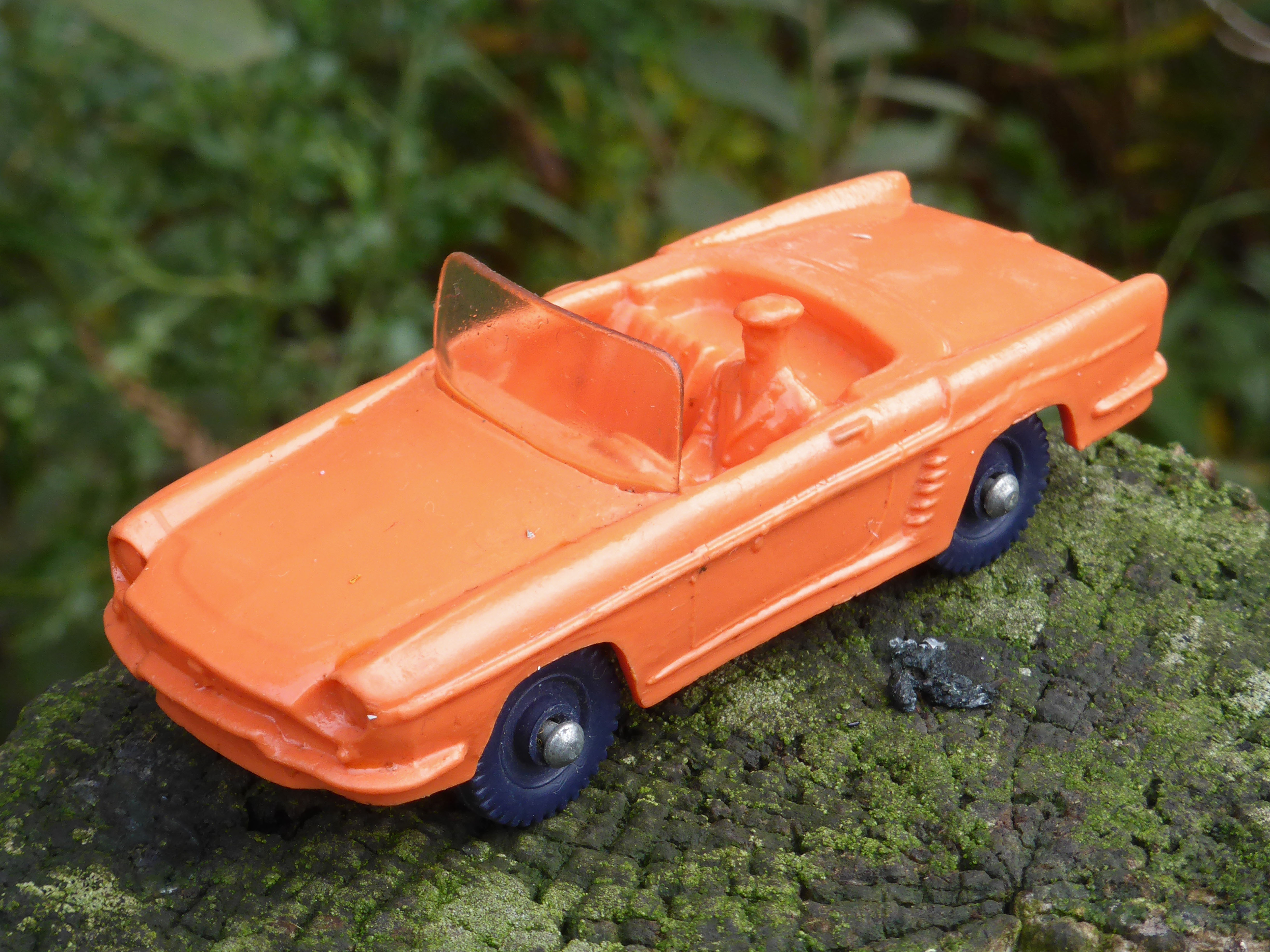
Іграшкова машина виробництва Tomte Laerdal, 60-ті роки XX століття

Компанія була заснована у 1940 році як друкарня та маленьке видавництво, але незабаром почала виробництво популярних гумових іграшок під назвою Laerdal Tomte. Пластикові машинки цієї компанії продавалися у 110 країнах і були вироблені у кількості понад 100 млн штук. Згодом компанія почала виробництво високоякісних ляльок. Це спрямувало компанію на виробництво медичних навчальних моделей та пристроїв для розширеної медичної симуляції, які сьогодні є основою діяльності компанії.
Найбільш відомим продуктом Laerdal є навчальний манекен, популярно названий Resusci Anne, а найбільш розширений продукт — симулятор пацієнта SimMan 3G.
Laerdal Medical AS є міжнародним постачальником навчального та рятувального обладнання. В даний час її головний офіс розташований у Stavanger, у ній працює близько 1400 співробітників (2011)[джерело?] і досягнуті продажі на рівні 815 млн EUR (2005)[джерело?].